# Gino Cicardi
Gino Cicardi (Lecco, 2 giugno 1910 – Lecco, 30 dicembre 1991) è stato un arbitro di calcio italiano.

## Carriera
Nel 1931 Gino Cicardi fu uno dei fondatori del Gruppo Arbitri di Lecco, che per tre lustri fu una sottosezione del Gruppo Arbitri di Como.
Nel 1947 la Presidenza dell'A.I.A. costituisce la Sezione Arbitri di Lecco, nominando responsabile della sezione Gino Cicardi e consigliere Guglielmo Astorri.
Diresse molte partite di Serie C, e anche vari tornei di guerra dal 1943 al 1945. Nel 1947 esordisce come arbitro nella massima serie a Roma, il 9 marzo 1947 dirigendo la partita Roma-Triestina (4-1).
Nella sua carriera arbitrale oltre alle molte direzioni nelle serie minori, compresa la Serie B ha diretto trentanove partite di Serie A, l'ultima direzione nella massima serie risale al 4 novembre 1951 a Palermo, ed era la partita Palermo-Triestina (1-0).